# 觀光城巴
觀光城巴（HK City Sightseeing），前稱人力車觀光巴士（Rickshaw Sightseeing Bus）是由香港城巴營運，曾經以傳統人力車為品牌的香港專營巴士主題式開篷觀光巴士服務。其主題式觀光巴士路線為「H1 懷舊之旅」，為旅客提供穿梭古今香港，體驗香港的地道風貌的觀光交通服務。當時人力車觀光巴士設計參照傳統人力車，當遊客坐在獨特的空調開篷雙層巴士時，彷彿置身於人力車上，遊客不但可以540度全方位飽覽迷人的香港景色，更可以還擇在喜歡的景點自由上落，輕鬆遊覽區內不同景點。
隨新巴專營權於2023年7月1日合併，本系列路線於同日由城巴接手營運。2024年7月23日更名為《觀光城巴 HK City Sightseeing》 。

## 歷史
近年著重體驗地道文化的自助式深度遊廣受各地旅客歡迎，為配合自助遊的趨勢，新巴遂利用專營巴士服務可供沿途設站的特點，開辦「人力車觀光巴士」兩條主題式觀光巴士路線，喚起旅客及市民對香港的情懷，帶領旅客體驗香港的地道風貌。
基於2000年代前，在香港乘坐開篷巴士觀光，均需參加旅行團或以租賃方式包車。而法例規定以旅行團套票形式運作的觀光巴士服務，乘客均不可沿途隨意上落，不能達到自助旅遊的意義。新巴推出「人力車觀光巴士」專營觀光巴士服務，沿途可設有上落車站，讓旅客完全自由掌握每個景點的逗留時間。旅客既可盡覽沿途景色，亦可利用巴士服務隨意穿梭往來景點之間，讓乘客以普及的價錢體驗開篷巴士旅遊觀光的樂趣。
2023年7月，因應城巴新巴專營權合併，城巴繼承了前新巴的人力車觀光巴士品牌，繼續提供觀光開篷巴士服務，並於2024年7月開始改為「觀光城巴」品牌。值得一提的是, 早於2009年（即新巴人力車觀光巴士開辦的同一年）, 當時同屬新創建集團的城巴以「城巴旅遊有限公司」（非專利部的公司名稱）之名義開辦以金紫荊廣場為起點的灣仔區內觀光路線, 當時已經首次使用「觀光城巴」這名稱；相關路線於2020年因疫情停辦。
城巴於2024年11月21日推出全新「城巴+（Citybus+）」觀光套票，供遊客可以劃一票價登上城巴觀光巴士、口岸、市區及機場路線，同時亦推出「觀光城巴 HK City Sightseeing」手機應用程式，加入「觀光城巴」路線個人導賞服務、觀光行程建議、特選商戶優惠及支援「城巴+」觀光套票。
2025年2月21日，城巴宣佈觀光城巴擴充營業至南區，並新增H3及H4路線，原定於3月17日啟航，後來被延遲至同月31日。

## 服務路線

### 常規路線
現時城巴營運六條「觀光城巴」路線：
| 觀光城巴路線列表                       | 觀光城巴路線列表            | 觀光城巴路線列表         | 觀光城巴路線列表 |
| 路線                                   | 起迄點                      | 服務時間                 | 主要途經景點 |
| -------------------------------------- | --------------------------- | ------------------------ | --- |
| H1 懷舊之旅 （Heritage Route）         | 中環（天星碼頭）→尖沙咀     | 中環開出： 11:00-18:00   | 交易廣場、荷李活道（文武廟／孫中山史蹟徑／大館）、蘭桂坊、皇后像廣場、金鐘站、皇后大道東、銅鑼灣（跑馬地馬場／崇光百貨）、灣仔海濱長廊、星光大道、尖東海濱     |
| H1S 藝遊香港 （HK Art Discovery）      | 中環（天星碼頭）↺西九文化區 | 中環開出： 11:45-17:45   | 荷李活道（文武廟／孫中山史蹟徑／大館）、蘭桂坊、皇后像廣場、金鐘站、金紫荊廣場、灣仔海濱長廊、九龍公園徑、西九文化區、銅鑼灣（伊利莎伯大廈）、香港會議展覽中心 |
| H2 文化之旅 （Cultural Route）         | 尖沙咀→中環（天星碼頭）     | 尖沙咀開出： 12:30-19:30 | 彌敦道（柏麗購物大道、廟街、九龍政府合署、朗豪坊）、西九文化區、廣東道（海港城／1881）、尖東海濱、銅鑼灣（伊利莎伯大廈）、香港會議展覽中心                     |
| H2K 夜賞香港 （Night Scene Hong Kong） | 中環（天星碼頭）↺西九文化區 | 中環開出： 18:30-22:00   | 灣仔北、佐敦、西九文化區、尖沙咀、銅鑼灣（伊利莎伯大廈）、花園道（山頂纜車總站）                                                                               |
| H3 海岸之旅 （Coastliner）             | 中環（香港摩天輪）→赤柱村   | 中環開出： 10:00-17:00   | 金鐘站、金紫荊廣場、海洋公園、深水灣、淺水灣、赤柱廣場 |
| H4 海岸之旅 （Coastliner）             | 赤柱村→中環（香港摩天輪）   | 赤柱開出： 11:00-18:00   | 赤柱廣場、淺水灣、深水灣、海洋公園、香港仔、薄扶林村、香港大學、堅尼地城新海傍                                                                                 |

上述路線基本班次每30分鐘一班（H3及H4線為每60分鐘一班），可因應乘客需求加密至6-20分鐘一班（H3及H4線加密至30分鐘一班）

### 節日特別路線
自2009年起，每年12月31日，新巴會以此系列之名義開辦特別路線讓市民歡度節日。（2019及2020因疫情暫停此安排）2022年起，此安排更擴展至中秋節，萬聖節及聖誕節。 2023年，因應新巴城巴合併，更開辦特別路線作為宣傳計劃之其中一個目，讓市民回顧並緬懷新巴過往歲月，同時城巴也繼承此傳統並優化服務安排
現時觀光城巴特別路線如下：
| 「人力車觀光巴士/觀光城巴」特別路線列表 | 「人力車觀光巴士/觀光城巴」特別路線列表 | 「人力車觀光巴士/觀光城巴」特別路線列表 | 「人力車觀光巴士/觀光城巴」特別路線列表                          |
| 路線                                    | 起迄點                                  | 服務節日                                | 主要途經地點                                                     |
| --------------------------------------- | --------------------------------------- | --------------------------------------- | ---------------------------------------------------------------- |
| H2S 除夕派對                            | 匯民道→中環（大會堂）                   | 2017-2018年、2021-2024年除夕夜          | 灣仔                                                             |
| H1S 中秋賞月之旅                        | 中環（天星碼頭）↔尖沙咀                 | 2022-2023年中秋節期間                   | 金鐘、灣仔、銅鑼灣（往中環）、佐敦（往尖沙咀）、旺角（往尖沙咀） |
| H2K 聖誕燈飾之旅                        | 中環（天星碼頭）↔尖沙咀                 | 2023-2024年聖誕節期間                   | 金鐘、灣仔                                                       |

## 過往服務路線
| 已取消的人力車觀光巴士常規路線列表 | 已取消的人力車觀光巴士常規路線列表 | 已取消的人力車觀光巴士常規路線列表              | 已取消的人力車觀光巴士常規路線列表 |
| 路線                               | 起迄點                             | 服務時間                                        | 主要途經景點 |
| ---------------------------------- | ---------------------------------- | ----------------------------------------------- | --- |
| H1A 市集之旅 （Market Route）      | 中環（天星碼頭）↔尖沙咀            | 中環開出： 10:30                                | 金鐘（香港公園／茶具文物館）、摩理臣山道（鵝頸街市）、彌敦道（廟街）、洗衣街（旺角花墟）、朗豪坊、上海街（奶路臣街露天街市／油麻地果欄）、廣東道、（尖沙咀碼頭／香港文化中心） |
| H2 動感之旅 （Metropolis Route）   | 中環（天星碼頭）↔銅鑼灣            | 中環開出： 10:15-21:45 銅鑼灣開出： 10:30-22:00 | 銅鑼灣（時代廣場／希慎廣場）、軒尼詩道（鵝頸街市）、金鐘（香港公園／茶具文物館）、聖約翰座堂                                                                                   |

| 「人力車觀光巴士/觀光城巴」已取消特別路線列表 | 「人力車觀光巴士/觀光城巴」已取消特別路線列表 | 「人力車觀光巴士/觀光城巴」已取消特別路線列表 | 「人力車觀光巴士/觀光城巴」已取消特別路線列表                                                                         |
| 路線                                          | 起迄點                                        | 服務節日                                      | 主要途經地點 |
| --------------------------------------------- | --------------------------------------------- | --------------------------------------------- | --- |
| H1B                                           | 中環（天星碼頭）↔尖沙咀                       | 2023年新巴城巴合併前夕                        | 往尖沙咀：灣仔、柴灣、筲箕灣 往中環：黃竹坑、華富邨、薄扶林、上環                                                     |
| H1S                                           | 中環（天星碼頭）↔尖沙咀                       | 2014-2016年每年除夕夜                         | 金鐘、灣仔、佐敦、旺角                                                                                                |
| H2A                                           | 中環（大會堂）↔銅鑼灣（中央圖書館））         | 2009年-2013年每年除夕夜                       | 金鐘道、軒尼詩道、怡和街                                                                                              |
| H1W                                           | 中環（天星碼頭）↔旺角（染布房街）             | 2022年萬聖節期間                              | 上環、金鐘、灣仔 往旺角：紅磡、何文田 往中環：尖沙咀、銅鑼灣、跑馬地 （部份路段及車站與香港的靈異故事及都市傳說有關） |
| H2C                                           | 中環（天星碼頭）↺西九文化區                   | 2022年聖誕節期間                              | 金鐘、灣仔 |
| H1©/H2© (H1/H2線特別班次)                     | 中環（天星碼頭）↔尖沙咀                       | 2023年7月期間 (7月為城巴成立月份)             | 與H1/H2相同，但途經部份路段與城巴歷史有關                                                                             |

。
「人力車觀光巴士」服務開辦初期包括兩條路線：
- 懷舊之旅（Heritage Route）[5]：H1（中環（天星碼頭）↔香港大學）
  - 主要途經景點：荷李活道、孫中山紀念館、香港大學、西營盤海味街
- 動感之旅（Metropolis Route）[5]：H2（中環天星碼頭↔銅鑼灣）
  - 主要途經景點：金紫荊廣場、銅鑼灣購物區、皇后大道東（日景班次）／軒尼詩道（夜景班次）、聖約翰座堂

- 單程車費：港幣$8.7（兒童／長者為$4.4）
  - 由於H1及H2線均非循環線，如乘客需要乘搭一個循環，需要繳付兩程的車資，分別在中環（天星碼頭）及蒲飛路／摩理臣山道付款。

- 乘客亦可以用$50.0購買「一日票」，即可在該服務天內無限次乘搭H1及H2線（如有效當日為除夕，一天票同時適用於H2A線）。

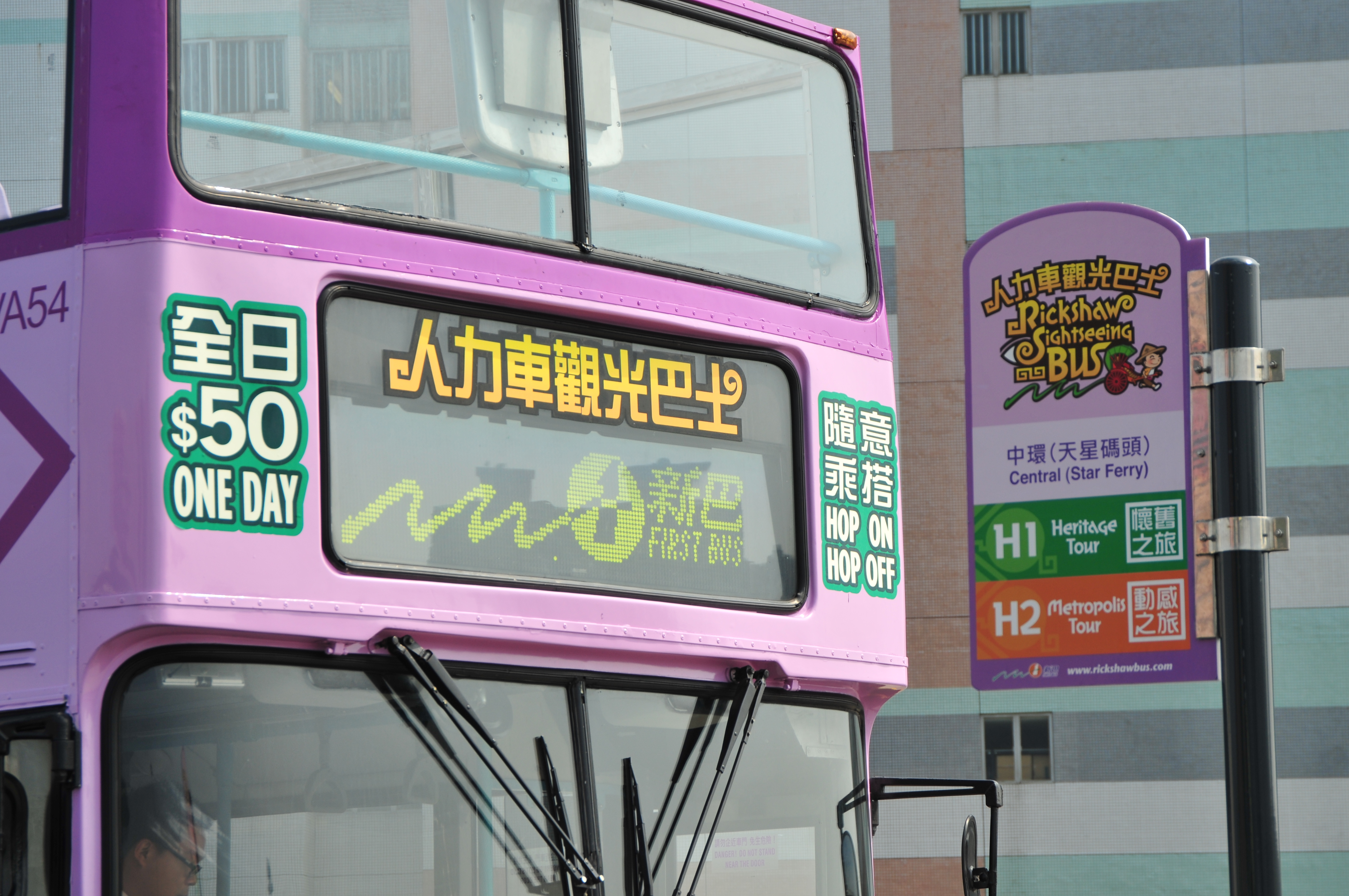
人力車觀光巴士的巴士站牌

## 車隊
為配合「人力車觀光巴士」專營觀光巴士服務，新巴亦將旗下五輛富豪奧林比安巴士（VA51-55）改裝成開蓬巴士。於2010年12月，鑑於VA51-VA55須進行年驗，不能行走「人力車觀光巴士」路線、再加上宣傳「人力車觀光巴士」以及使車務調動更完善，新巴把一輛丹尼士三叉戟巴士（3360）貼上「人力車觀光巴士」的全車身廣告，成為「人力車觀光巴士」的後備車。不過現時該車平日只會被安排行走25號線，並於有需要時才獲安排行走「人力車觀光巴士」路線。
在2015年，由於VA51-VA55已達17年車齡，再加上城巴非專利部的利蘭奧林匹克開蓬巴士（190、191、205、221）須按政府規定強制退役，新巴將旗下五輛丹尼士三叉戟12米巴士（1215-1219）改裝成開蓬巴士，繼續行走「人力車觀光巴士」路線，並將VA51-VA55售予城巴非專利部，以取代4部利蘭奧林比安開蓬巴士，而（5663）在裝嵌時已被漆上人力車觀光巴士的紫色車身色彩，成為人力車觀光巴士路線H1線的固定後備用車。
2020年2月，亞歷山大丹尼士Enviro 500 這批巴士當中5輛巴士（5550-5554）將會被改裝為開篷巴士，成為人力車觀光巴士，以取代舊有5輛丹尼士三叉戟12米開篷巴士（1215-1219）。惟截至目前為止，只有（5550-5552）已完成改裝，並率先於同年4月底於筲箕灣試車，之後再於5月7日到土瓜灣進行驗車。
2022年10月，運輸署批准新巴使用城巴非專利部Enviro500 12米開篷巴士（26）行走。2023年12月，城巴非專利部另一部Enviro500 12米開篷巴士（50901）正式支援人力車觀光巴士服務。
2024年1月，5663被換上城巴新車身色彩並更改車隊編號為51430後，城巴沒有為人力車觀光巴士提供固定非開篷後備巴士，當開篷巴士（不論是專利部或非專利部）不足時，巴士公司從現有車隊（不論是原屬是城巴或前新巴）中抽調巴士支援。
2024年2月，26被換上城巴新車身色彩並更改車隊編號為50900。
2024年3月，亞歷山大丹尼士Enviro 500 MMC這批巴士當中7輛巴士（8354-8360）將會被改裝為開篷巴士（更改編號為59903-59909），成為觀光城巴，以應付通關後的服務需求。並於同年4月底於青衣進行驗車。其後增加多2輛巴士（8352-8353）改裝為開篷巴士（更改編號為59910-59911），並將原本3輛人力車觀光巴士（5550-5552）再次進行改裝及更換車咀（更改編號為59900-59902），觀光城巴將增至12輛巴士（原有50900-50901將只於有需要時支援）。
2024年12月，原新巴車隊的亞歷山大丹尼士Enviro 500 MMC 11.3米巴士的當中3部（4040-4042）獲安排進行開頂改裝工程，規格與現有觀光巴士車隊相同，預計該批改裝巴士將會加入觀光城巴，並計劃行走南區的新觀光巴士路線。相關改裝工程於2025年2月完成，並轉用新車隊編號: 49900及49902。及後為了擴充開篷巴士車隊，4043及4044獲安排進行開頂改裝工程，當中4044改裝而成的49904於2025年5月1日投入服務，令同款車數目增加至4輛。而4043仍在改裝中，最終同款車數目增加至5輛。
2025年5月，城巴9100進行開頂工程，2025年7月31日正式投入服務，與城巴Enviro 500 12米（8208-8235）行走360大嶼山開篷巴士路線NP1-NP5。

### 車隊列表

#### 現役車隊
以下是觀光城巴現役車隊的概況：

#### 退役車隊
以下是人力車觀光巴士退役車隊的概況：
| 型號                             | 編號         | 備註 |
| -------------------------------- | ------------ | --- |
| 富豪奧林比安11.3米(第3代)        | VA51-55      | VA51、54已調往城巴非專利部，並改編為22、23(該2車已於2018年退役)；其餘已被拆卸。                         |
| 丹尼士三叉戟10.3米(第2代)        | 3360         | 於2015年退出人力車觀光巴士，車身回復為新巴標準色；其後在2018年7月改裝為訓練巴士。                       |
| 丹尼士三叉戟12米(第3代)          | 1215-1219    | 已於2020年2月全數退役。                                                                                 |
| 亞歷山大丹尼士Enviro 500 MMC12米 | 51430 (5663) | 換上城巴新車身色彩並更改車隊編號為51430，同時城巴取消固定非開蓬後備巴士安排，故不需再兼任固定後備巴士。 |

## 收費
- H1/H1S/H2/H2K線適用
  - 單程HK$47.6（小童／長者：HK$23.8；樂悠咭／殘疾人士八達通^：HK$2）（除中環天星碼頭外，設有尖沙咀半島酒店總站，付單程車資乘客必須於回程上車時再繳付車費（H1S及H2K線則於回程下車時再繳付車費））
  - 來回HK$95.2（小童／長者：HK$47.6；樂悠咭／殘疾人士八達通^：HK$4）（即去程及回程上車時（H1S及H2K線回程則於下車時）繳付單程車費各一次）

＾：60歲或以上長者使用樂悠咭，及合資格殘疾人士使用「殘疾人士身分」個人八達通乘搭H1/H1S/H2/H2K線，可享此優惠票價。
- H3/H4線適用
  - 單程HK$49.7（小童／長者：HK$24.9）（除中環摩天輪外，設有赤柱村總站，付單程車資乘客必須於回程上車時再繳付車費）
  - 來回HK$99.4（小童／長者：HK$49.8）（即去程及回程上車時繳付單程車費各一次）

註：H3及H4線不設樂悠咭及「殘疾人士身分」個人八達通的$2優惠票價。
- 套票
  - 全日票HK$250（小童／長者：HK$125），可於首次使用起計24小時內無限次「隨上隨落」（Hop On Hop Off）乘搭H1/H1S/H2/H2K/H3/H4線（並可獲贈沿線旅遊地圖一份）
  - 夜遊票HK$114（小童／長者：HK$57），可於首次使用起計於H2K服務時段無限次「隨上隨落」（Hop On Hop Off）乘搭H2K線（並可獲贈沿線旅遊地圖一份）
  - Citybus+日行者HK$280（優惠價HK$198），可於首次使用起計24小時內無限次「隨上隨落」（Hop On Hop Off）乘搭H1/H1S/H2/H2K/H3/H4線，同時可以無限次乘搭所有城巴路線（過海線、R8、S1及X1線只限城巴班次）
  - Citybus+探索者HK$320，可於首次使用起計48小時內無限次「隨上隨落」（Hop On Hop Off）乘搭H1/H1S/H2/H2K/H3/H4線，同時可以無限次乘搭除城巴機場快線，迪士尼樂園線及及北大嶼山區內及對外路線以外所有城巴路線（過海線只限城巴班次）
  - Citybus+遠航者HK$400，可於首次使用起計72小時內無限次「隨上隨落」（Hop On Hop Off）乘搭H1/H1S/H2/H2K/H3/H4線，同時可以無限次乘搭所有城巴路線（過海線、R8、S1及X1線只限城巴班次）

（所有套票接受中環觀光城巴服務站以現金或電子支付方式購買，下載觀光城巴手機應用程式並以電子支付方式(以該手機應用程式二維碼登車時掃瞄)，或網上購票並綁定Visa或MasterCard(使用該信用卡登車時拍卡）

## 過往收費

### 2024年11月21日至2025年1月4日適用
- 單程HK$41.8（小童／長者：HK$20.9；樂悠咭／殘疾人士八達通^：HK$2）（除中環天星碼頭外，本線設有尖沙咀半島酒店總站，付單程車資乘客必須於回程上車時再繳付車費）
- 來回HK$83.6（小童／長者：HK$41.8；樂悠咭／殘疾人士八達通^：HK$4）（即去程及回程上車時繳付單程車費各一次）
- 全日票HK$250（小童／長者：HK$125），可於首次使用起計24小時內無限次「隨上隨落」（Hop On Hop Off）乘搭H1/H2/H2K線（並可獲贈沿線旅遊地圖一份）（一天票接受中環觀光城巴服務站以現金或電子支付方式購買，下載觀光城巴手機應用程式並以電子支付方式(以該手機應用程式二維碼登車時掃瞄)，或網上購票並綁定Visa或MasterCard(使用該信用卡登車時拍卡）

### 2023年6月18日至2024年11月20日適用
- 單程HK$41.8（小童：HK$20.9；長者／殘疾人士八達通^：HK$2）（除中環天星碼頭外，本線設有尖沙咀半島酒店總站，付單程車資乘客必須於回程下車時再繳付車費）
- 來回HK$83.6（小童／長者：HK$41.8；長者／殘疾人士八達通^：HK$4）（即去程上車及回程下車時各繳付單程車費各一次）
- 一天票HK$200（小童／長者：HK$100），可於同一日內無限次「隨上隨落」（Hop On Hop Off）乘搭H1/H2線（並可獲贈沿線旅遊地圖一份）（一天票只接受現金或八達通）

＾：65歲或以上長者使用長者或個人八達通，及合資格殘疾人士使用「殘疾人士身分」個人八達通，可享此優惠票價。

### 2022年1月2日至2023年6月17日適用
- 單程HK$39.8（小童：HK$19.9；長者／殘疾人士八達通^：HK$2）（除中環天星碼頭外，本線設有尖沙咀半島酒店總站，付單程車資乘客必須於回程下車時再繳付車費）
- 來回HK$79.6（小童／長者：HK$39.8；長者／殘疾人士八達通^：HK$4）（即去程上車及回程下車時各繳付單程車費各一次）
- 一天票HK$200（小童／長者：HK$100），可於同一日內無限次「隨上隨落」（Hop On Hop Off）乘搭H1/H2線（並可獲贈沿線旅遊地圖一份）（一天票只接受現金或八達通）

＾：65歲或以上長者使用長者或個人八達通，及合資格殘疾人士使用「殘疾人士身分」個人八達通，可享此優惠票價。

### 2021年4月4日至2021年1月1日適用
- 單程HK$38.4（小童：HK$19.2；長者／殘疾人士八達通^：HK$2）（除中環天星碼頭外，本線設有尖沙咀半島酒店總站，付單程車資乘客必須於回程下車時再繳付車費）
- 來回HK$76.8（小童／長者：HK$38.4；長者／殘疾人士八達通^：HK$4）（即去程上車及回程下車時各繳付單程車費各一次）
- 一天票~HK$200（小童／長者：HK$100），可於同一日內無限次「隨上隨落」（Hop On Hop Off）乘搭H1/H2線（並可獲贈沿線旅遊地圖一份）（一天票只接受現金或八達通）

＾：65歲或以上長者使用長者或個人八達通，及合資格殘疾人士使用「殘疾人士身分」個人八達通，可享此優惠票價。
~：由2015年5月1日起（至2023年11月1日止），於一天票現有的發售點，或於巴士上以現金購買一天票，可於購票當日起連續2天內，無限次「隨上隨落」（Hop On Hop Off）乘搭H1/H2線，此優惠不適用於八達通購買一天票

### 2019年1月20日至2021年4月3日適用
- 單程HK$35.2（小童／長者：HK$17.6；長者／殘疾人士八達通^：HK$2）（除中環天星碼頭外，本線設有尖沙咀半島酒店總站，付單程車資乘客必須於回程下車時再繳付車費）
- 來回HK$70.4（小童／長者：HK$35.2；長者／殘疾人士八達通^：HK$4）（即去程上車及回程下車時各繳付單程車費各一次）
- 一天票~HK$200（小童／長者：HK$100），可於同一日內無限次「隨上隨落」（Hop On Hop Off）乘搭H1/H2/H1A線（並可獲贈沿線旅遊地圖一份）

＾：65歲或以上長者使用長者或個人八達通，及合資格殘疾人士使用「殘疾人士身分」個人八達通，可享此優惠票價。
~：由2015年5月1日起（至另行通知為止），於一天票現有的發售點，或於巴士上以現金購買一天票，可於購票當日起連續2天內，無限次「隨上隨落」（Hop On Hop Off）乘搭H1/H2/H1A線，此優惠不適用於八達通購買一天票

### 2014年12月13日至2019年1月19日適用
- 單程HK$33（小童／長者：HK$16.5；長者／殘疾人士八達通^：HK$2）（除中環天星碼頭外，本線設有尖沙咀半島酒店總站，付單程車資乘客必須於回程下車時再繳付車費）
- 來回HK$66（小童／長者：HK$33；長者／殘疾人士八達通^：HK$4）（即去程上車及回程下車時各繳付單程車費各一次）
- 一天票~HK$200（小童／長者：HK$100），可於同一日內無限次「隨上隨落」（Hop On Hop Off）乘搭H1/H2/H1A線（並可獲贈沿線旅遊地圖一份）

＾：65歲或以上長者使用長者或個人八達通，及合資格殘疾人士使用「殘疾人士身分」個人八達通，可享此優惠票價。
~：由2015年5月1日起（至另行通知為止），於一天票現有的發售點，或於巴士上以現金購買一天票，可於購票當日起連續2天內，無限次「隨上隨落」（Hop On Hop Off）乘搭H1/H2/H1A線，此優惠不適用於八達通購買一天票

### 2012年8月5日至2014年9月28日適用
- 單程HK$8.7（小童／長者：HK$4.4；長者／殘疾人士八達通^：HK$2）（除中環天星碼頭外，本線設有香港大學及銅鑼灣時代廣場兩個總站，付單程車資乘客必須於回程下車時再繳付車費）
- 來回HK$17.4（小童／長者：HK$8.8；長者／殘疾人士八達通^：HK$4）（即去程上車及回程下車時各繳付單程車費各一次）
- 一天票HK$50（小童／長者：HK$25），可於同一日內無限次「隨上隨落」（Hop On Hop Off）乘搭H1和H2線（並可獲贈沿線旅遊地圖一份）

＾：65歲或以上長者使用長者或個人八達通，及合資格殘疾人士使用「殘疾人士身分」個人八達通，可享此優惠票價。
註：2014年9月28日起，因雨傘革命佔領行動影響，該兩線於當日17:45起暫停服務，直至同年12月12日止。

### 2009年10月18日至2012年8月4日適用
- 單程HK$8.7（小童／長者：HK$4.4）（除中環天星碼頭外，本線設有香港大學及銅鑼灣時代廣場兩個總站，付單程車資乘客必須於回程下車時再繳付車費）
- 來回HK$17.4（小童／長者：HK$8.8）（即去程上車及回程下車時各繳付單程車費各一次）
- 一天票HK$50（小童／長者：HK$25），可於同一日內無限次「隨上隨落」（Hop On Hop Off）乘搭H1和H2線（並可獲贈沿線旅遊地圖一份）